# Nanolpium milanganum
Espèce
Nanolpium milanganum est une espèce de pseudoscorpions de la famille des Hesperolpiidae.

## Distribution
Cette espèce se rencontre au Mozambique et au Zimbabwe.

## Description
La femelle holotype mesure 2 mm.

## Étymologie
Son nom d'espèce lui a été donné en référence au lieu de sa découverte, le district de Milange.

## Publication originale
- Beier, 1964 : Weiteres zur Kenntnis der Pseudoscorpioniden-Fauna des südlichen Afrika. Annals of the Natal Museum, vol. 16, p. 30-90 (texte intégral).